# Владимир Вазов
Владимир Минчев Вазов (Сопот, 14. мај 1868 — Рибарица, 20. мај 1945) je био бугарски официр (генерал-пуковник). Водио је бугарске трупе током успешне одбрамбене операције код Дојрана за време Првог светског рата.

## Биографија
Владимир Вазов је рођен 14. маја 1868. године у Сопоту, у породици Минче Вазова и Сабе Хаџиниколове. Његова браћа су писац Иван Вазов, генерал Георги Вазов и политичар Борис Вазов.
Након што је завршио шести разред гимназије 1886. Владимир се уписује у војну школу у Софији, и завршава је 27. априла 1888. године у осмом разреду. Произведен је у чин потпоручника и додељен му је пети артиљеријски пук у Шумену.
У чин поручника произведен је 18. маја 1890. године, а две године касније усавршава своје вештине у Есену (Немачка), и 2. августа 1894. године добија чин капетана. Премештен је 1896. у четврти артиљеријски пук у Софији. Између 1902 — 1903. је боравио у Стрељачко-артиљеријској школи у Царском селу (Русија). У чин потпуковника произведен је 31. децембра 1906. године.
Служио је као командант батерије у четвртом артиљеријском пуку године 1900, а 1909. је начелник исток пука, достигавши положај командата бригаде. При избору брзометних топова за бугарску артиљерију 1904. године изабран је за члана специјалне комисије, која је вршила компаративна испитивања у Немачкој и Француској.
По налогу министра војног генерала Михаила Савова, 17. фебруара 1906. године оснива посебну артиљеријску школу, у којој је Вазов именован помоћником начелника. Произведен је у чин пуковника 12. априла 1912. године.

## Први балкански рат (1912—1913)
За време Првог балканског рата (1912–1913) пуковник Вазов командовао је четвртим брзометним атриљеријским пуком у првој пешадијској софијској дивизији. У моменту када је краљ Фердинанд објавио рат Турцима (5. октобра) под командом Вазова било је 21 официр и 1.168 подофицира и војника.
Учествовао је у боју код Гечкинлија, у којем су Бугари победили иако је однос снага био 2,5:1 у корист турске војске. Учествовао је у бојевима код Лилебургаса 17. и 18. октобра. Учествовао је и у нападу на утврђене Чаталџанске позиције 4. и 5. новембра.

## Други балкански рат (1913)
За време Другог балканског рата (1913) поново је учествовао као командант четвртог брзометног атриљеријског пука у бојевима између Цариброда (данашњи Димитроград) Пирота, код Бубљака, Дренове главе и Градомана.

## Први светски рат (1915—1918)
Највећи успеси Владимира Вазова постигнути су за време Првог светског рата (1915–1918). Именован је 1. марта 1917. командантом девете пешадијске дивизије, која се налазила у саставу Прве армије. Под командом генерал-мајора Стефана Нерезова заузима положај од реке Вардар на истоку до Дојранског језера на западу, уз обавезу, да претражује цео положај и даје упутства за његово јачање. Захваљујући свом опширном познавању фортификације, како и утицајем генерала Георги Вазова, он је придао посебан значај јачању својих позиција.
Сви напори пуковника Вазова нису били узалудни. У року од четири дана (22-26. април 1917) непријатељских 86 тешких и 74 пољских топова испалило је више од 100.000 граната на његове положаје без много ефекта. Непријатељски губици износили су више од 1.000 жртава и много затвореника. Након напада 8. и 9. маја само је тридесет и четврти тројански пешадијски пук сахранио више од 2.250 непријатељских војника и 40 официра.
Лета 1918. Дојрански утврђен регион се састојао од четири лоциране у дубини позиције и још је боље стабилизован, јер се утврдио да превазилази најдиректнији могући пут у долини Варадара — једна изузетна стратегијска позиција.
Бојеви, који су се одвијали 16, 17. и 18. септембра 1918. у бугарској историографији сврстани су у Дојранску епопеју (буг. Дойранската епопея). Против Владимирових дивизија испречиле су се три енглеске, две француске дивизије, једна грчка тешка артиљеријска бригада и један грчки коњички пук. Премоћ савезничких снага у односу на бугарске снаге понављала се више пута.
Вазов је лично обишао позиције пре последње битке. Тог дана касније непријатељ је започео интезивну артиљеријску обуку, која је пролазила 17. септембра у оквиру припрема за артиљеријски напад. Следећег дана, непријатељ је испалио гранате са хемијским оружјем што је приморало браниоце да искористе гас маске. После жестоког боја противник је протеран, изгубивши више од 10.000 жртви.
Склапањем Солунског примирја 29. септембра 1918. војска се демобилизовала и генерал Вазов је именован начелником плевенске девете дивизијске области у Пловдиву. За начелника друге војно-инспекцијске области у Пловдиву именован је 1919, а од августа исте године инспектор је артиљерије у Министарству војном.

## Међуратни период
Након рата демобилизује се и бива именован начелником армијске области, а за кратко време је инспектор артиљерије.
Генерал-пуковник Владимир Вазов је 24. фебруара 1920. прешао у резерву и постао председник Савеза резервних официра, који је после узео најдужи мандат у историји организација (од 1920-1921 и други мандат 1924-1930). Октобра 1923. изабран је у руководству комитета „Народна захвалност“ (буг. Народна признателност), чији је циљ био да помогну жртве „комунистичког метежа“ септембра исте године.
Постаје градоначелник Софије 1926. За време његове управе до 1932. реорганизована је ватрогасна служба, изграђени су цевоводи од Риле до Витоша, проширена је електрификација, усавршен градски превоз. Софија је постала једна од најзеленијих престоница у Европи.
Међу најзанимљивије тренутке живота Владимира Вазова је посета Енглеској 1936. Организација Британска легија славила је победу британске војске у Првом светском рату. Као џентлмени енглески ветерани су позвали свог најдостојнијег противника на бојном пољу. Дочекали су га с добродошлицом и највишим почастима. Председник британске легије рекао је у свом говору: „Он је од неколико страних генерала чије име фигурира у нашој (енглеској) историји.“
Генерал-пуковник Владимир Вазов је провео последње године свог живота у ловечком селу Рибарица, где је умро 20. маја 1945. године.

## Породица
Владимир Вазов је био ожењен за Мару Горанову, с којом је имао три сина. Прва два су добила на крштењу име својих стричева: Георги (касније хемичар) и Иван (адвокат); а трећи је носио његово име, и наставио официрску каријеру свога оца.

## Одликовања
- Орден „За храброст“ II и III степена, прве класе, III степен, друге клас
- Орден „Св. Александра“ V степена без мачева
- Орден „За војне заслуге“ I степена (24. фебруара 1920.) и III степена на војне почасти; пета класа војне ленте
- Османска медаља „За војне заслуге“[3]
- Османски сребрни орден „Лијакат“, 11. априла 1917.[3]